# Brune Poirson
Brune Poirson (Washington, 1º settembre 1982) è una politica francese e statunitense, membro di La République En Marche (LREM),  dal 2017 al 2020 Segretario di Stato del Ministero della transizione ecologica e solidale nel secondo governo Philippe.
Dal 21 giugno 2017 al 21 luglio 2017 è stata membro dell'Assemblea nazionale per il 3° collegio elettorale di Vaucluse.
Durante gli anni 2000 e 2010, ha ricoperto diverse posizioni dirigenziali nel Regno Unito, in India e negli Stati Uniti, in particolare nel campo dello sviluppo sostenibile all'interno dell'Agenzia francese per lo sviluppo e di Veolia.
Da marzo 2019 a ottobre 2020 è stata vicepresidente dell'Assemblea delle Nazioni Unite per l'ambiente (UNEA). Da allora è stata incaricata dal governo di una missione temporanea sull'educazione allo sviluppo sostenibile e responsabile delle relazioni internazionali di LREM.

## Biografia
Nata a Washington, la madre di Poirson era una restauratrice di dipinti e suo padre un consulente informatico della Banca Mondiale. È cresciuta con i suoi due fratellini ad Apt in Vaucluse, dove ha svolto le scuole pubbliche. Ha frequentato il liceo a Marsiglia. Poirson ha studiato alla Sciences Po di Aix-en-Provence, alla London School of Economics e alla Harvard Kennedy School of Government.

## Carriera professionale
La carriera professionale di Poirson è iniziata a Londra, dove è stata assistente legislativa di un membro del parlamento laburista e ricercatrice presso Nesta per circa due anni.
A Londra Poirson incontrò Sam Pitroda, allora ministro del governo di Manmohan Singh in India. È entrata a far parte del suo gabinetto a Nuova Delhi nel 2009. Successivamente, ha iniziato a lavorare per l'Agenzia francese per lo sviluppo, dove ha coordinato progetti per lo sviluppo urbano sostenibile e la conservazione della biodiversità.
Nel 2012, Poirson e il suo partner hanno creato il gruppo di lavoro per lo sviluppo urbano sostenibile CITRIX, di cui Hubert Védrine, Brice Lalonde e Sam Pitroda sono parti interessate.
Poirson è stata quindi assunta da Veolia come direttrice dello sviluppo sostenibile e della responsabilità sociale di una delle sue filiali, Veolia Water India, a Nuova Delhi. In questo ruolo ha lavorato a progetti di distribuzione di acqua potabile negli slum delle grandi megalopoli indiane, in particolare a Karnataka e Nagpur. Poirson ha poi continuato la sua carriera negli Stati Uniti, a Boston, fino al 2016, dove ha lavorato in un incubatore di tecnologie verdi.
Poirson è membro della promozione 2017 del programma "Young Leaders" della France China Foundation.

## Carriera politica

### Deputata all'Assemblea nazionale
Poirson è tornata in Francia nel 2016 per impegnarsi nel movimento politico appena lanciato da Emmanuel Macron, En Marche! (in seguito ribattezzato La République En Marche!).
Nelle elezioni legislative del 2017, è stata uno dei due membri de La République En Marche! eletti all'Assemblea nazionale nel dipartimento del Vaucluse insieme a Jean-François Cesarini nella 1ª circoscrizione. Ha vinto il 3° seggio elettorale il 18 giugno 2017 con una sottile maggioranza di 421 voti contro il candidato del Fronte nazionale (FN) Hervé de Lépinau, che successivamente avrebbe vinto il seggio nelle elezioni del 2022. La rappresentante uscente del FN Marion Maréchal aveva rifiutato di candidarsi per un secondo mandato.

## Vita privata
Brune Poirson è sposata con Nicolas Miailhe, uno specialista di intelligenza artificiale conosciuto in India e che nel 2017 è stato il suo responsabile della campagna elettorale. Dalla loro unione è nata una figlia.